# Marcel de Coulon
Marcel de Coulon, né le 23 mars 1882 à Cortaillod et décédé le 21 octobre 1945 à Neuchâtel, est un avocat et une personnalité politique suisse, membre du Parti libéral.

## Biographie
Marcel de Coulon est né le 23 mars 1882 à Cortaillod, dans le canton de Neuchâtel, en Suisse. Son père, Henri-Frédéric de Coulon, est directeur de la Fabrique de câbles électriques de Cortaillod. Il effectue des études de droit aux universités de Genève et de Neuchâtel, où il est membre de la société de Belles-Lettres. Il obtient sa licence en droit en 1905 et son brevet d'avocat une année plus tard. Il est successivement avocat à La Chaux-de-Fonds (1907-1911), à Lausanne (1912-1914) et à Neuchâtel (dès 1914). Il écrit pour La Suisse libérale entre 1917 et 1919.
À partir de 1917, il siège également au conseil d'administration de la Fabrique de câbles électriques de Cortaillod, d'abord comme secrétaire, puis comme président. Il fera également partie des conseils d'administration des Câbleries de Cossonay de 1923 à 1945 et de la Banque cantonale neuchâteloise de 1931 à 1935.
Il adhère au Parti libéral pour lequel il siège au Conseil général, le législatif, de Cortaillod, dès 1927. Une année plus tard, il accède au Grand Conseil neuchâtelois où il reste jusqu'en 1937. Entretemps, en 1934, il est élu au Conseil des États, la chambre haute du parlement helvétique. Il y reste jusqu'en 1945 et y préside la Commission des finances.